# Midelt
Midelt (àrab: ميدلت, Mīdalt; amazic: ⴰⵡⵟⴰⵟ, Awṭaṭ) és un municipi de la província de Midelt, a la regió de Drâa-Tafilalet, al Marroc. Segons el cens de 2014 tenia una població total de 55.304 persones. Està situada en la carretera principal entre Fes i Meknes al nord i Rachidia al sud. Geogràficament està situada en les altes planures al voltant del riu Moulouya, entre l'Atles Mitjà i l'Alt Atles. Es troba a 1.508 metres d'alçada, una de les ciutats més altes del Marroc.

## Població
Midelt és una ciutat ètnicament majoritàriament amaziga. Els residents amazics parlen el tamazight del Marroc Central (Ait Ayache) però també poden parlar àrab marroquí. Els residents amb més instrucció també parlen àrab estàndard, així com francès, que s'utilitza a tot el Marroc en els mitjans de comunicació, l'educació i el govern.
La ciutat també té les divisions de barri ben definides i socs tradicionals de les ciutats més antigues del Marroc. Són molt pocs els no nadius que viuen a Midelt. D'aquests, els més antics són una comunitat de monges franciscanes i monjos cistercencs (és a dir, trapencs) de l'Abadia de Nostra Senyora de l'Atlas en un poble proper. Les monges treballen amb dones i nenes locals per desenvolupar l'artesania i ensenyen higiene, francès, i altres matèries.

## Història

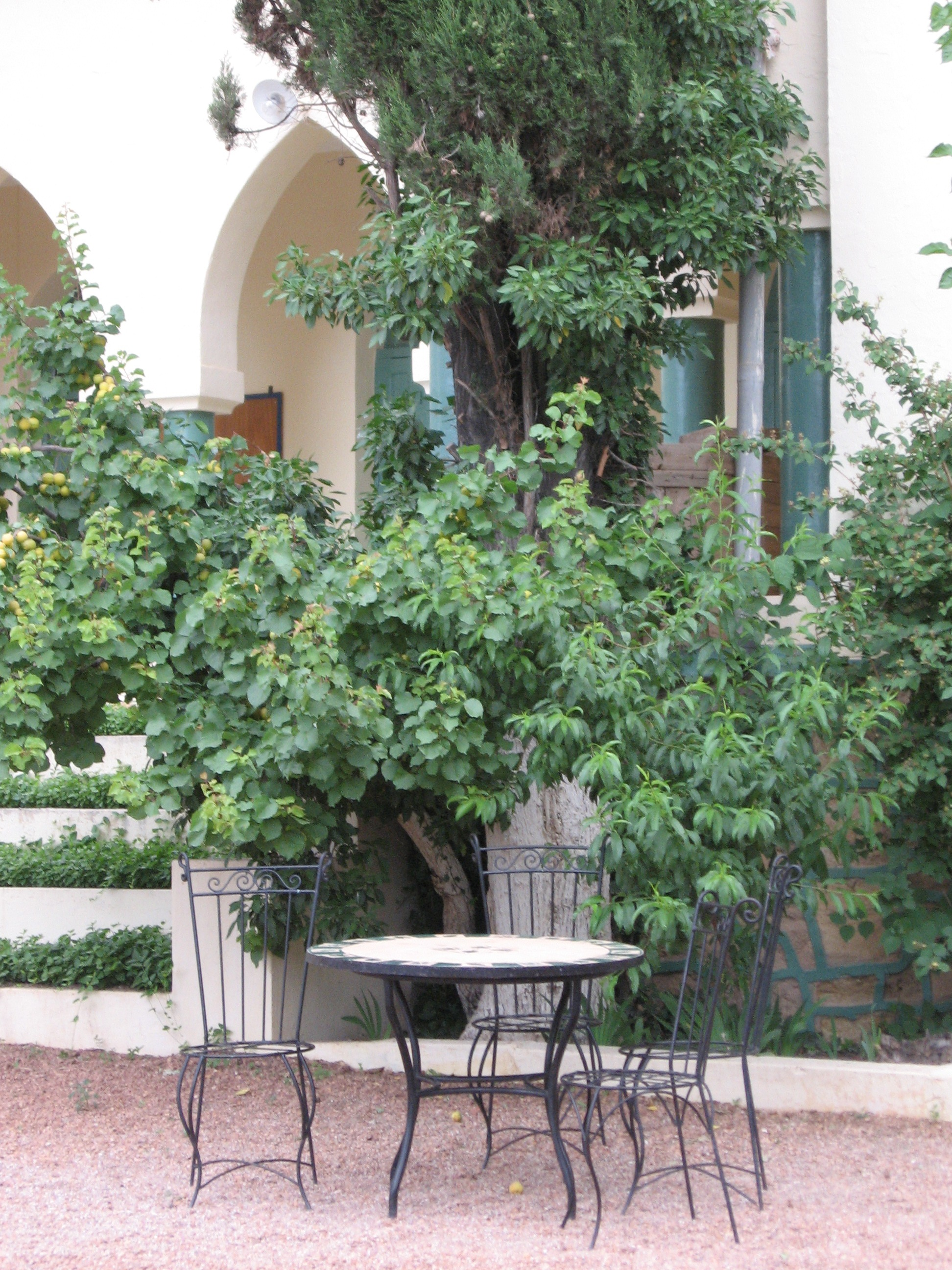
L'antiga residència del governador francès, ara Centre Cultural Tarik Ibn Zyad

Midelt va créixer en la primera meitat del segle XX al voltant d'un centre administratiu francès del mateix nom. Anteriorment pobles i ksour esquitxaven l'entorn fèrtils. Els francesos van establir el seu centre per facilitar l'extracció de plom, guix i altres minerals i fòssils de les mines properes d'Ahouli i Mibladen. El desenvolupament d'aquestes mines va portar a la construcció d'un ferrocarril de Midelt a la costa del Mediterrani i l'electrificació de Midelt el 1930. Al Marroc, només Casablanca havia estat electrificada anteriorment.